# Benz 21/50 PS
La Benz 21/50 PS era un'autovettura di lusso prodotta dal 1914 al 1920 dalla Casa automobilistica tedesca Benz & Cie.

## Storia e caratteristiche
Questo modello non va a riprendere l'eredità di un altro modello Benz preesistente, ma piuttosto costituisce una proposta meno impegnativa rispetto ai modelli 25/55 PS e 25/65 PS in listino proprio in quegli anni.
Si trattava in ogni caso di una vettura estremamente costosa e dalle proporzioni imponenti, dal momento che sfiorava i 5 m di lunghezza per 2.4 m di altezza.
Il motore montato da questa vettura era un 6 cilindri in linea formato dall'unione di tre blocchi bicilindrici. Tale motore, della cubatura di 5.3 litri, erogava fino a 50 CV ad un regime di 1650 giri/min.
Questo propulsore non mostrava grandi innovazioni, eccezion fatta  per l'accensione a due candele per cilindro.
Di seguito sono evidenziate le caratteristiche tecniche della 21/50 PS:
Propulsore
- motore: 6 cilindri triblocco in linea;
- alesaggio e corsa: 90x140 mm;
- cilindrata: 5340 cm³;
- distribuzione: un asse a camme laterale;
- valvole: laterali, disposte ad L;
- rapporto di compressione: 4.3:1;
- alimentazione: carburatore Zenith;
- accensione: due candele per cilindro, magnete e batteria da 12 V;
- potenza massima: 50 CV a 1650 giri/min.

trasmissione
- tipo trasmissione: ad albero cardanico;
- trazione: posteriore;
- cambio: a 4 marce;
- frizione: a cono con guarnizione in cuoio.

Autotelaio
- telaio: in lamiera d'acciaio stampata;
- sospensioni anteriori: ad assale rigido con molle a balestra;
- sospensioni posteriori: ad assale rigido con molle a balestra di tipo cantilever;
- freni: a ceppi con raffreddamento ad acqua ed agenti sull'albero di trasmissione.

Prestazioni
- Velocità max: 80 km/h.

Nel 1920, la 21/50 PS venne tolta di produzione: non vi fu un'erede diretta di tale modello. L'unico che poteva avvicinarvisi per prestazioni e classe sarebbe stata la 16/50 PS, che però era maggiormente visibile come erede della 18/45 PS.